# Pavelló del Centenari de Breslau
El Pavelló del Centenari de Breslau o Hala Ludowa és un edifici històric de Breslau, Polònia. Fou construït segons els plans de l'arquitecte Max Berg del 1911-1913, quan la ciutat era part de l'Imperi Alemany. Com a primera fita d'arquitectura de formigó armat, està inscrit com a Patrimoni de la Humanitat per la UNESCO el 2006.

## Història
Era a Breslau, capital de la baixa Silèsia, on el 10 de març de 1813 el Rei Frederic Guillem III de Prússia feia una crida a la gent de "Prússia i Alemanya" en la seva proclamació Mein Volk (el meu poble) aixecar-se enfront de l'ocupació de Napoleó. L'octubre d'aquell any, a la batalla de Leipzig, Napoleó fou derrotat.
L'obertura del Pavelló era part de les celebracions que commemorava el 100è aniversari de la batalla, per això el nom. Les autoritats municipals de Breslau havien esperat finançament estatal i finalment varen haver de sufragar els costos enormes amb les seves pròpies butxaques. El pavelló i els camps d'exhibició circumdants replantejats per Hans Poelzig s'obrien des de 20 de maig de 1913 en presència del Príncep Hereu Guillem de Prússia. L'autor silesià Gerhart Hauptmann havia preparat de manera especial un concert Festspiel en deutschen Reimen, tanmateix la posada en escena per Max Reinhardt fou suspesa pels cercles nacionals-conservadors per les seves tendències antimilitaristes.
Després dels esdeveniments commemoratius, l'edifici servia d'edifici recreatiu multiobjectiu, situat en els Camps d'Exposició, prèviament utilitzats per a la cursa de cavalls. Li estalviava en gran part la devastació el Setge de Breslau i després que la ciutat hagués passat a formar part de la República Popular de Polònia segons la Conferència de Potsdam de 1945, el Pavelló es rebatejava com Hala Ludowa ("El Rebedor de la Gent") pel govern comunista. El 1948, una escultura de metall anomenada Iglica es va posar davant la seu. El Pavelló va ser renovat extensament el 1997. Últimament la traducció polonesa del nom alemany original, Hala Stulecia, també és utilitzat en referència a la història de l'edifici.
El Pavelló del centenari s'hi va celebrar l'Eurobasket 1963 i una fase preliminar de l'Eurobasket 2009.

## Construcció

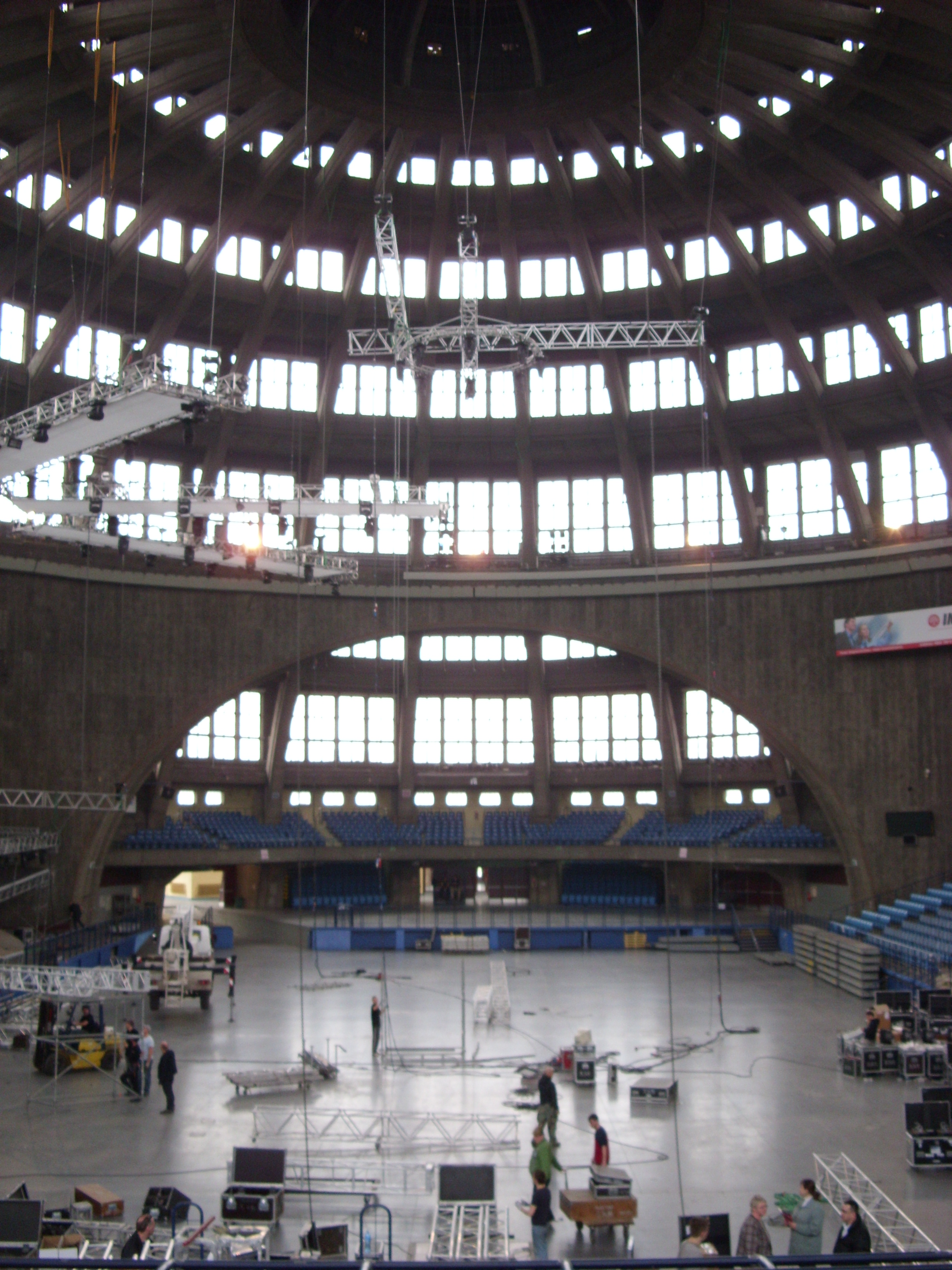
Interior

La cúpula modelada sobre la base del Festhalle Frankfurt és feta de formigó armat, i amb un diàmetre interior de ??? d'alt era l'edifici més gran de la seva classe en el moment de construcció. La forma de quatrefoil simètrica amb un espai central circular és per a 7.000 persones. La cúpula mateixa és alta, feta d'acer i vidre. El Jahrhunderthalle es convertia en una referència clau per al desenvolupament d'estructures de formigó armat en el segle xx.
El Pavelló fou originalment dotat amb un orgue de tubs Sauer construït per Walcker Orgelbau: amb 15.133 tubs i 200 registres, era el més gran del món. El 24 de setembre de 1913, Karl Straube fou el primer a fer-lo servir, tocant Introducció, Passacaglia i Fuga per a Orgue Op. 127, que Max Reger havia compost especialment per a celebrar l'ocasió. Moltes parts de l'orgue es transferien a la Catedral de Breslau reconstruïda després de la Segona Guerra Mundial.

## Enllaços externs

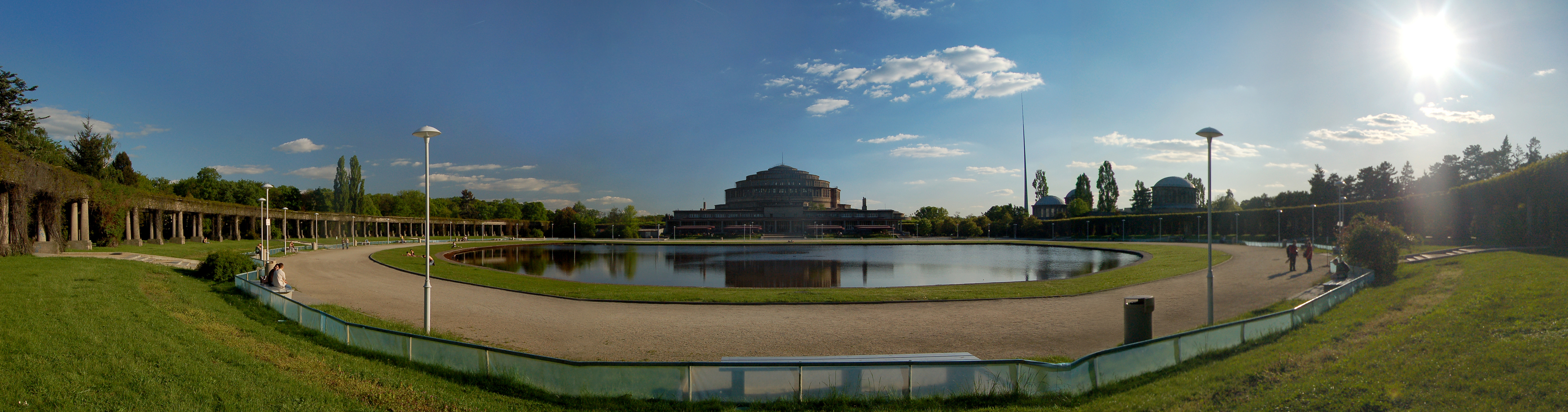
Vista panoràmica